# 로레인 대 마르켈 아메리칸 보험 사건
로레인 대 마르켈 아메리칸 보험 사건(Lorraine v. Markel American Insurance Company, 241 F.R.D. 534 (D.Md. May 4, 2007) 전자 증거의 증거능력과 진위성에 대한 미국의 매우 중요한 판결이다.

## 개요
이 사건은 보험배상금에 관한 소송으로, 보험사는 손해배상금을 지불하였으나 후에 원고 로레인은 추가파손을 발견하고 보트수리를 위해 추가로 3만 6,000달러의 손해배상을 청구하였다. 이 사건은 중재소로 넘어갔고 중재인은 로레인에게 1만 4，000달러를 지불하였다. 로레인은 중재자는 보트손상이 번개에 의한 것인지를 확인할 수는 있지만 손해배상 금액을 줄일 권한은 없다며 보험사를 고소하였다. 양측은 약식판결을 신청하였고 이메일복사본을 첨부하였다.

## 판시사항
그림 판사는 중재합의는 매우 명확하여 재판으로 갈 수 있으나 양측 모두 신청을 지지할 증거를 제출하지 못하였다고 하여 기각하였다. 제출 증거가 확증되지 않았고, 전문증거문제 해결을 노력한 바 없으며, 최량증거원칙도 무시되었으며 불공평한 편견이 없다는 점을 보여주지 못하였다.

## 참고 문헌
영어판 위키백과 일부 번역

## 같이 보기
- 미국의 민사소송법
- 디스커버리 (법)